# Gurania costaricensis
Gurania costaricensis är en gurkväxtart som beskrevs av Célestin Alfred Cogniaux. Gurania costaricensis ingår i släktet Gurania och familjen gurkväxter. Utöver nominatformen finns också underarten G. c. subtrilobata.